# Иркинеева
Иркине́ева (Ирканеева) — река в Красноярском крае, правый приток Ангары.
Исток реки находится на высоте 364 м над уровнем моря.
Длина реки составляет 363 км. Площадь водосборного бассейна — 13 600 км². Берёт начало на Среднесибирском плоскогорье. Река замерзает в ноябре и остаётся под ледяным покровом до мая. Питание снеговое и дождевое. Среднегодовой расход воды — 47,1 м³/с.